# Людвіг Клагес
Людвіг Клагес (1872, Ганновер — 1956) — німецький психолог і філософ, прихильник ідей Шопенгауера і Ніцше, один з піонерів характерології і графології.

## З біографії
У Лейпцизькому і Мюнхенському університетах вивчав фізику, філософію і хімію. Однак, отримавши докторський ступінь з хімії, вирішив присвятити себе психології та філософії.
З 1905 року в Мюнхені вів семінар з проблем вираження. У 1914 році переїхав до Кільхберга (Швейцарія), де з 1919 року продовжив виступати з лекціями.
Здобув широку популярність завдяки своїм роботам в області характерології і графології, в основі яких лежить його вчення про висловлення, що виходить з уявлення про людину як душевно-тілесну єдність. Клагес вважав, що першооснови людського світу відкриваються шляхом «безпосереднього физіогномічного спостереження» самого життя в цілісній мові символів. Вкрай критично ставився до психоаналізу Фрейда, називаючи його «психологією для дилетантів» (нім. Pfuscherpsychologie), в основному через те, що останній перебільшував роль сексуальних мотивів в людській діяльності.

## Вибрані праці
- Prinzipien der Charakterologie (1910, seit 1926 Die Grundlagen der Charakterkunde. 14. Aufl.). Bouvier, Bonn 1969.
- Mensch und Erde (1913; mit anderen Abhandlungen 5. Aufl.) Diederichs, Jena 1937.
- Ausdrucksbewegung und Gestaltungskraft. (1913; später Grundlegung der Wissenschaft vom Ausdruck. 7. Aufl. Engelmann, Leipzig 1950).
- Handschrift und Charakter. Gemeinverständlicher Abriß der graphologischen Technik. (1917; 29. Aufl. für die Deutungspraxis bearbeitet und ergänzt von Bernhard Wittlich.) Bouvier, Bonn 1989, ISBN 3-416003-12-8.
- Vom Kosmogonischen Eros (1922; zitiert nach 9. Aufl.) Bouvier, Bonn 1988, ISBN 3-416-00272-5.
- Die psychologischen Errungenschaften Nietzsches. Barth, Leipzig 1926.
- Zur Ausdruckslehre und Charakterkunde. Gesammelte Abhandlungen. N. Kampmann, Heidelberg 1926
- Der Geist als Widersacher der Seele (1929–32, Hauptwerk in 3 Bänden). 5. Aufl. Bouvier, Bonn 1972.
- Vom Wesen des Rhythmus. Kampmann, Kampen auf Sylt 1934.
- Die Sprache als Quell der Seelenkunde. Hirzel, Zürich 1948.
- Ludwig Klages und Ernst Frauchiger (Hrsg.): Ludwig Klages. Sämtliche Werke. 16 Bände. Bouvier, Bonn 1964–1996. (повне зібрання творів)